# 33379 Rohandalvi
1999 CX23 (asteroide 33379) é um asteroide da cintura principal. Possui uma excentricidade de 0.12150930 e uma inclinação de 3.75217º.
Este asteroide foi descoberto no dia 10 de fevereiro de 1999 por LINEAR em Socorro.